# 今野健一 (日本ケミコン)
今野 健一（こんの けんいち、1965年12月25日 - ）は、日本の技術者、実業家。日本ケミコン株式会社代表取締役社長（現職）。

## 人物・経歴
岩手県北上市出身。
- 1984年3月 - 岩手県立黒沢尻工業高等学校卒業。同年4月日本ケミコン入社[2]
- 2011年4月 - 生産本部モジュール生産企画部長
- 2018年6月 - 執行役員 製品事業統括チップ形アルミ電解事業担当
- 2019年6月 - 上席執行役員 製品事業統括総統括
- 2020年6月 - 上席執行役員 製品事業統括総統括 兼 ケミコン東日本株式会社代表取締役社長
- 2023年6月 - 取締役 上席執行役員 事業統括総統括 兼 ケミコン東日本株式会社代表取締役社長
- 2025年4月 - 代表取締役社長 社長執行役員